# Королева Мин
Королева Мин (29 октября 1851, Чосон — 8 октября 1895, Чосон) — главная жена Коджона (кор. 비, би, обычно переводится как «королева»), 26-го вана династии Ли, правившей в Корее в 1392—1910 годах, вплоть до аннексии страны Японией. Будучи, по всеобщему признанию, «самой политически влиятельной представительницей этой династии за всё время её правления», королева Мин с середины 1870-х годов и вплоть до своей гибели в 1895 году правила Кореей «из-за ширмы» при слабовольном и склонном к авантюризму царственном супруге.
Годы жизни королевы пришлись на период «открытия» Кореи внешнему миру — один из самых драматических в её истории. С начала XVII века Корея традиционно следовала политике изоляции, за что получила в европейской историографии прозвище «страна-отшельница». С 1860-х годов она впервые вступила в контакт с западной цивилизацией и новым для себя мировым порядком. До этого её внешнеполитические контакты ограничивались Китаем, который на протяжении многих веков был формальным «сюзереном» («старшим братом») корейского государства, и с Японией, отношения с которой сводились к торговле через остров Цусима и редкому обмену посольствами. В 1876 году под давлением извне Корея заключила первый в своей истории международный договор — Канхваский договор с Японией. Он был неравноправным. Вскоре аналогичные договоры были заключены с США, Великобританией, Германией (1882), Россией, Италией (1884) и другими западными державами. Китай, Япония и новые политические партнёры Кореи соперничали друг с другом за влияние на Корейском полуострове.
Для маленького, экономически слабого и совершенно оторванного от реалий нового времени королевства возникла угроза потери независимости. Королева осознала эту опасность и начала активно искать способ адаптации к новым условиям. Вскоре она нашла такой способ и стала «бороться с варварами силами других варваров». С этой целью заключались международные договоры, приглашались на корейскую службу иностранцы. Судя по мемуарной литературе, все «западные» посланники считали себя личными друзьями ванской четы. Королева умело лавировала между соперничающими сторонами, поддерживая баланс интриг и сглаживая промахи вана Коджона.

## Биография

### Юность

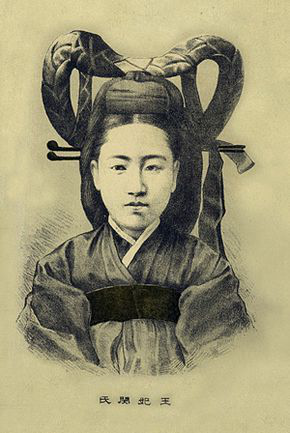
Воображаемый портрет королевы из французской книги конца XIX века. Прижизненных портретов королевы не обнаружено

Будущая королева родилась 25 сентября 1851 года в деревне Нынхёлли уезда Йоджу провинции Кёнгидо в знатной, но обнищавшей семье. Её имя неизвестно. Династийные хроники фиксировали только фамилии кланов, откуда происходили королевы. В возрасте 8 лет она полностью осиротела, и родственники, в надежде на удачное замужество, отправили девочку в Сеул. В 1866 году эти надежды оправдались: она стала женой вана Коджона. Главную роль в организации этого брака сыграл регент Коджона Ли Ха Ын, более известный по своему почётному титулу Тэвонгун (великий принц). В 1864—1873 годах он был регентом при малолетнем сыне и прославился суровым правлением. Основная причина, почему выбор Тэвонгуна пал именно на неё, заключалась в том, что у неё не было близких родственников-мужчин, которые могли бы претендовать на власть. Свою жизнь при дворе юная королева начала с изучения тонкостей дворцового этикета. Она была почтительна к родителям мужа, добра к слугам и быстро заслужила всеобщее одобрение. Свободное время она посвящала необычному для женщин занятию — чтению древних китайских трактатов об управлении государством, ибо верила, что со временем её советы пригодятся супругу. Внимательно наблюдая за ним, она поняла, что Коджон, формально являясь ваном, не имел реальной власти. Он боялся отца, а тот уступать власть сыну явно не собирался.

### Возвышение
Более пяти лет Коджон не проявлял никакого интереса к ней как к женщине. Она не была красавицей, а вокруг вана во дворце всегда было много красивых женщин. Стремясь победить соперниц, королева искала иных, чем внешняя привлекательность, путей к сердцу мужа. Помня о несчастной судьбе многих королев, пострадавших из-за ревности, королева Мин тщательно скрывала свои чувства. Так было и тогда, когда фаворитка неблагородного происхождения родила вану его первого сына, получившего почётный титул Ванхвагун. Удивительно, но именно это событие стало поворотным в её судьбе. Она немедленно послала матери Ванхвагуна очень дорогой подарок, показав тем самым, что радость вана — радость и для его супруги. Вскоре, во время какой-то официальной церемонии, она поздравила Коджона с рождением сына со счастливым выражением лица. Именно с этого времени во взаимоотношениях молодой ванской четы начался этап сближения. Тогда же возникла вражда королевы с Тэвонгуном, которая длилась до самой её смерти и повлияла на многие события в истории Кореи. Регент был очень рад рождению внука и зачастил во дворец. Королева увидела в этом прямое для себя оскорбление и опасность: свёкор был достаточно влиятелен, чтобы сделать мальчика законным наследником престола. Десять лет спустя он умер при невыясненных обстоятельствах.
9 ноября 1871 года королева родила сына, но он умер на следующий день. В 1873 году у неё родилась дочь, но и она не выжила. Шаманки объявили «виновницами» двух фавориток Коджона, и их казнили после ужасных пыток. При дворе всегда существовала система наложниц. Никто не удивлялся, если придворная дама или служанка пользовалась «милостями» вана и рожала ребёнка. Но королева Мин не собиралась с этим больше мириться. Она жестко расправлялась с соперницами. В 1878—1895 годах у вана не родилось ни одного ребёнка от дворцовых женщин, и это был редчайший случай в истории монархии. 8 февраля 1874 года она родила второго сына — принца Чхока, который, хотя был весьма нездоров, дожил до взрослого возраста и стал последним императором Корейской империи — государства, сменившего Чосон в 1897 году, известным под посмертным именем Сунджон (правил в 1907—1910). С рождением наследника авторитет его матери стал непререкаем. Она начала влиять не только на двор, но и на управление государством и внешнюю политику.

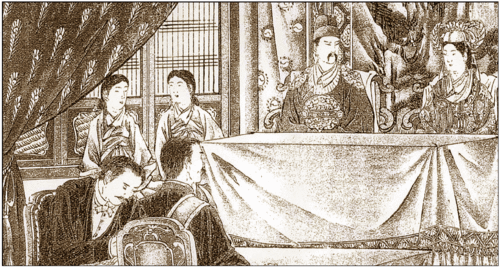
Японский рисунок вана Коджона и королевы Мин

Её первым политическим успехом стала победа над могущественным Тэвонгуном, которому пришлось в 1874 году уступить власть Коджону. Чтобы добиться этого, она создала свою партию: сплотила клан Мин, назначив три десятка его представителей на важные посты; подарками и обещаниями привлекла на свою сторону старшего брата и старшего сына Тэвонгуна, заручилась поддержкой влиятельных конфуцианских учёных. Опираясь на этих людей, Коджон издал указ, в котором объявил, что берёт власть в свои руки. Через несколько дней в покоях королевы во дворце произошёл взрыв. Она была уверена, что инициатором инцидента был её свёкор, но ничего не стала предпринимать: в конфуцианском обществе отец мужа неподсуден. Подобные покушения на жизнь королевы, её родственников и приближённых происходили в дальнейшем регулярно, но ей всегда удавалось избежать гибели. Не случайно граф Иноуэ Каору, министр иностранных дел Японии в 1890-х годах, говорил о ней: 
Мало найдётся в Корее людей, равных Её Величеству по проницательности и дальновидности. В искусстве же умиротворения врагов и завоевания преданности подданных у неё нет равных.
В 1884 году подняли беспорядки сторонники японцев, предводительствуемые Ким Ок Кюном, и в течение 7 дней владели столицей. Однако население Сеула восстало поголовно, выгнало их и японцев; Кюм Ок Кюн жил с тех пор в Японии, а в 1894 году, по прибытии в Шанхай, был убит одним из соотечественников. В том же 1884 году Япония отправила в Корею войска, но, по договору с Китаем, в следующем году отозвала их оттуда, и оба государства обязались не посылать в Корею войск без предварительного извещения другой стороны. Япония получила значительное экономическое влияние в Корее, особенно на юге полуострова, благодаря массе своих представителей и их торговой предприимчивости; зато в политической сфере огромным влиянием постоянно пользовался китайский резидент в Сеуле.
Японо-китайское противостояние в Корее привело к кровопролитной японо-китайской войне (1894—1895). Она закончилась победой Японии, в результате чего возникла угроза превращения Кореи в японскую колонию. В самом начале войны японцы совершили в Сеуле правительственный переворот: создали из своих ставленников кабинет министров, окружили вана своими «советниками» и начали от его имени осуществлять реформы. Но ситуация изменилась, когда в апреле 1895 года Россия, Франция и Германия, среди которых Россия была инициатором, вмешались в ход переговоров об условиях мира между Китаем и Японией и вынудили последнюю отказаться от своего главного трофея — Ляодунского полуострова. Это событие произвело огромное впечатление на Корею, где увидели, что в мире есть сила, способная противостоять казавшейся столь могущественной Японии — Россия. В результате на смену «прояпонской» группировке при корейском дворе пришла «прорусская», которая выдвинула новый политический курс: «ближе к России, дальше от Японии». Главным инициатором и проводником этого курса стала королева Мин. Этого ей японцы не простили.

### Убийство

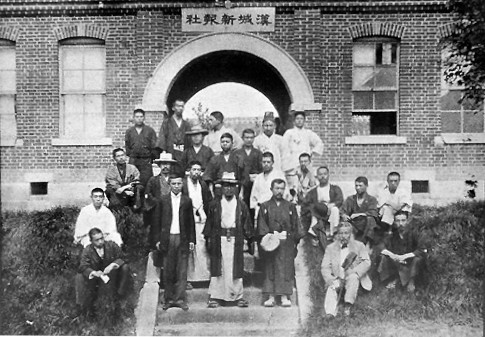
Наёмники, включая участвовавших в убийстве

На рассвете 8 октября 1895 года группа вооружённых японцев — так называемых «наёмных мечей», переодетых жандармов из посольской охраны, дипломатов и журналистов, — в сопровождении Тэвонгуна и отряда корейских солдат, обученных японскими военными инструкторами, ворвалась во дворец Кёнбоккун, разогнала охрану и убила королеву Мин в её собственной спальне, на глазах у парализованных ужасом придворных дам и прислуги. Организатором заговора был японский посланник в Корее, отставной генерал Миура Горо. Убийство было осуществлено в глубокой тайне, и мир никогда бы ничего не узнал о его обстоятельствах, если бы не свидетельства двух иностранцев, в том числе русского подданного А. И. Середина-Сабатина, служившего во дворце «благородным свидетелем». В то роковое утро он случайно оказался во дворе спального павильона королевы и многое видел. Спустя несколько часов он подробно описал события русскому поверенному в Корее К. И. Веберу. Но то, каковы были последние минуты королевы, не знает никто.
По одной из версий, когда японцы ворвались в её спальню, они увидели нескольких почти одинаково одетых женщин. Как именно выглядит королева, им было неизвестно, и поэтому для верности они убили четырёх придворных дам примерно одинакового с ней возраста. «Кто из вас королева? Покажите нам королеву!» — угрожали убийцы, потрясая оружием. Напряжение было столь велико, что нервы королевы не выдержали. Она выбежала в коридор. Один из японцев догнал её, толкнул на пол и несколько раз вонзил ей в грудь меч. Затем тело завернули в ковёр и сожгли в сосновой роще в задней части дворца. Согласно другой версии, когда убийцы вошли в спальню, королеву невольно выдал министр двора Ли Гёнсик. Он закрыл её своим телом, широко раскинув руки и умоляя о пощаде, и заговорщики отрубили ему руки, а затем убили королеву. Преданный министр прополз несколько десятков метров до спальни короля и умер на её ступенях, оставив за собой широкий кровавый след.

#### Последствия убийства

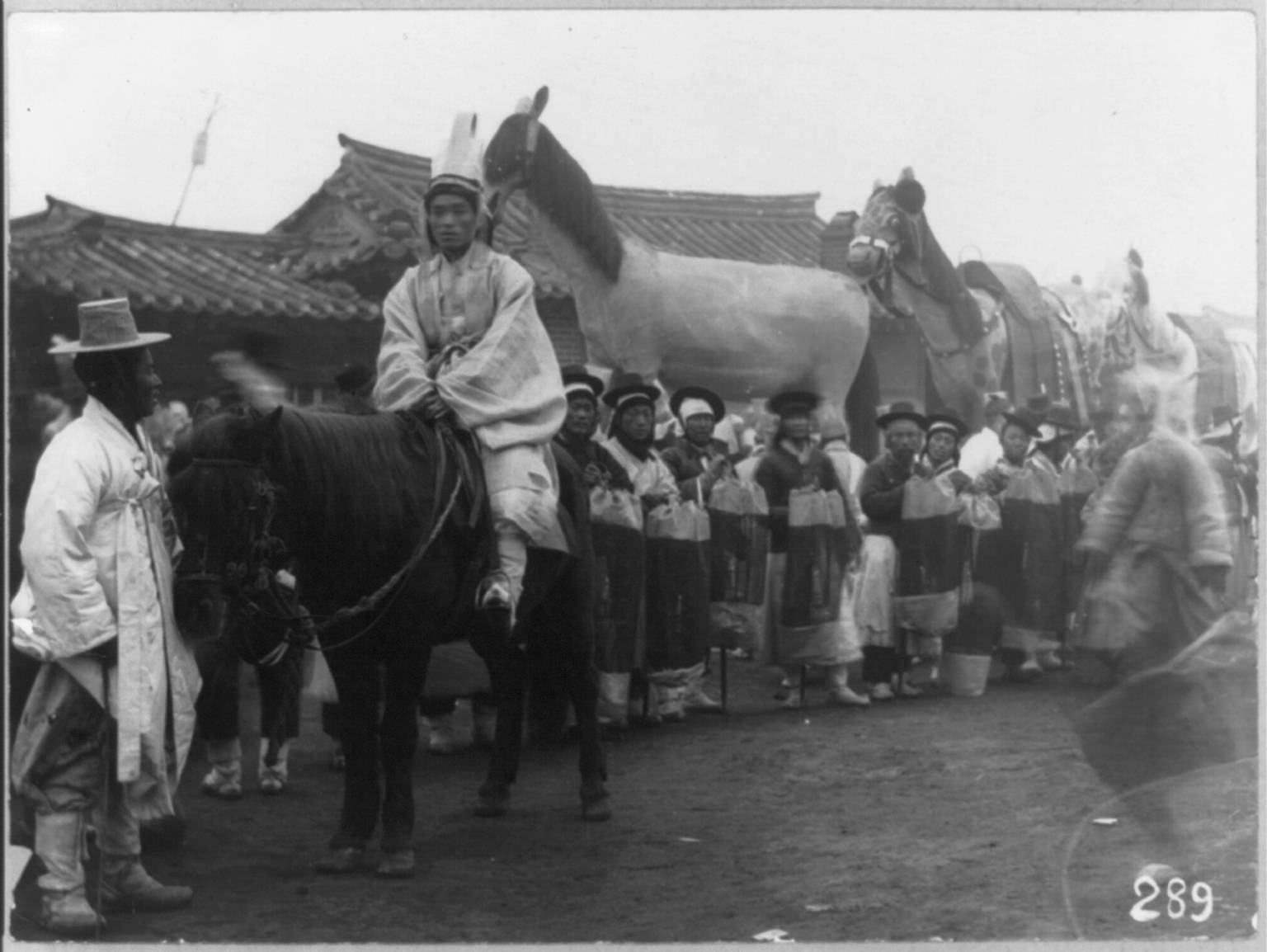
Похороны королевы Мин

На экстренной встрече иностранных представителей в Сеуле Миура Горо предпринял попытку переложить ответственность за содеянное на корейцев. Он утверждал, что инцидент возник в результате вражды между корейцами, обученными японцами, с одной стороны, и дворцовой охраной и полицией, с другой, и что ни один японец не замешан в нападении на дворец. В ответ на это К. И. Вебер огласил показания Середина. Японское правительство было вынуждено немедленно отозвать Миуру и его подручных на родину. Там их восторженно встречала толпа.
Дело об убийстве королевы с первого дня было окутано тайной. Существовали могущественные силы, заинтересованные в том, чтобы похоронить правду об этом преступлении в нагромождении слухов, а погибшую выставить не жертвой, а заслужившей достойное возмездие преступницей. Не пролили на него свет и показательные суды. Один состоялся в декабре 1895 года в Сеуле и осудил трёх корейцев, никакого отношения к убийству не имевших. Второй прошёл в январе 1896 года в Хиросиме и признал заговорщиков невиновными. На суде никто из участников убийства королевы Мин не раскаялся в содеянном. Суд в Хиросиме подчеркнул, что всё случившееся было личной инициативой Миуры Горо и что японское правительство о его планах ничего не знало. Эта версия остаётся официальной до сих пор.
После смерти супруги ван Коджон утратил всякое влияние на государственные дела. От его имени правили японцы и их ставленники, а он оказался под домашним арестом и проводил дни в постоянном страхе за свою жизнь. По его настоянию еду ему носили из русской дипмиссии и дома американских миссионеров Андервудов в запираемом на ключ ларце. Так продолжалось до 11 февраля 1896 года, когда ван и наследник бежали в российскую дипмиссию. Народ встретил весть об освобождении своего повелителя с ликованием. В русской дипмиссии Коджон и наследник пробыли до 20 февраля 1897 года. Это время стало периодом наибольшего русско-корейского сближения. Затем обстановка относительно стабилизировалась и ван вернулся во дворец.
Американская миссионерка Лилиас Андервуд, которая в 1888—1895 годах была личным врачом королевы, упоминала в своих мемуарах, что королева никому не позволяла себя фотографировать. И всё же фотография, на которой, как считают многие, изображена королева Мин, существует. Она была опубликована в 1906 году с подписью: «Придворная дама в полном парадном облачении» в книге жившего в Корее в 1886—1907 года американского миссионера, журналиста и историка Г. Халберта «Уходящая Корея». Неясно, когда и кем была сделана фотография, кто был первым автором, назвавшим эту даму «королевой Мин» и на каком основании. Ревнители конфуцианских ценностей, согласно которым никто посторонний не мог видеть лица королевы, категорически отказываются признать изображенную на ней женщину королевой. У их противников другой довод: сознательная хранительница и невольная нарушительница традиций, королева Мин была слишком неоднозначной фигурой, чтобы судить о ней, исходя из канона — как должно было быть.

## Оценки личности
В мировой историографии долгие годы сосуществовали противоположные мнения о королеве. Одни авторы называли её «хитрым политиком, водившим за нос Россию, Китай и Японию», «женщиной, обогатившей корейскую историю своей смелой борьбой за процветание страны», «основоположницей современного типа дипломатии в Корее». 

## В кино и на ТВ
Образ по мотивам биографии королевы Мин показан во многих южнокорейских фильмах и телесериалах, здесь приведены некоторые из них:
- «Китайско-японская война и героиня Минби» (кор. 청일전쟁과 여걸 민비) — фильм 1965 года, режиссёр Лим Вон Сик, в роли королевы Мин — Чхве Ынхи.
- «Королева Мин» — телесериал 1973 года компании MBC, в роли королевы — Ким Ёнэ[англ.].
- «Императрица Мёнсон» (англ. Empress Myeongseong) — телесериал 2001 года, режиссёры Син Чхансок и Юн Чханбом, роль королевы играли три актрисы: Чхве Мёнгиль (최명길), Ли Миён (이미연) и Мун Гынён сыграла будущую королеву в детстве
- «Безымянный клинок» (англ. The Sword with No Name) — фильм 2009 года, режиссёр Ким Ёнгю́н, сценарий Ли Сукён, в роли королевы Мин — Пак Суэ (박수애).
- «Чосонский стрелок» — телесериал 2014 года, канал KBS2, в роли королевы Ха Джиын
- «Угымчхи: цветок маша» — телесериал 2019 года, канал SBS , в роли королевы Ким Джихён
- «Ветер, облака и дождь» — телесериал 2020 года, канал «Чосон» (TV Chosun), в роли королевы Пак Чонён